# Santo Cilauro
Santo Cilauro est un comédien et chanteur australien, né en 1962 à Melbourne. Il est notamment connu sous l'identité d'un chanteur fictif qu'il a créé, Zladko Vladcik, également connu sous son diminutif Zlad!
Il a connu beaucoup de notoriété sur Internet grâce aux clips de ses deux chansons-gags Elektronik Supersonik (2004) et I Am the Anti-Pope (2005).
Santo Cilauro est producteur et scénariste de séries télévisées australiennes dans lesquelles il joue souvent un rôle : The D-Generation (en) (1987-88), The Late Show (en) (1993), Funky Squad (en) (1995), Frontline (en) (1997) et Thank God You're Here (en) (2006).